# تپه گورپارگی سویز
تپه گورپارگی سویز در شهرستان داورزن، بخش مرکزی، دهستان مزینان، روستای سویز واقع شده و این اثر در تاریخ ۵ آذر ۱۳۸۰ با شمارهٔ ثبت ۴۴۹۴ به‌عنوان یکی از آثار ملی ایران به ثبت رسیده است.